# Llista del Patrimoni de la Humanitat en perill
Relació dels 52 béns culturals i naturals que la UNESCO ha decidit incloure en la llista del Patrimoni de la Humanitat en perill, organitzats per estats i territoris, segons la llista vigent el 2016.
Al començament de cada un dels béns s'indica l'any en què foren inclosos dins la llista.

## Patrimoni en perill classificat per estats i territoris

Forat a la roca on es trobava un dels Budes de Bamian abans de la seva destrucció pels talibans

El monestir de Guelati

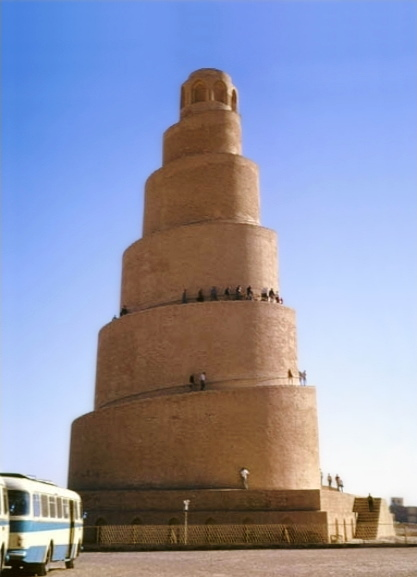
Minaret en espiral de Samarra

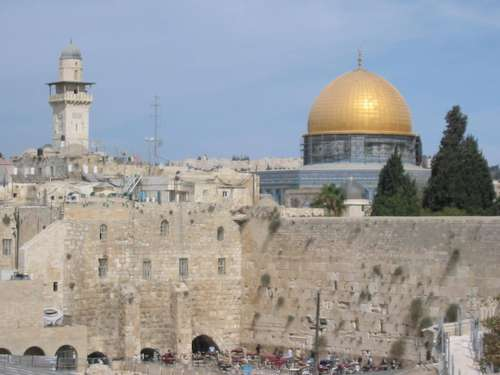
Les muralles de Jerusalem amb la Cúpula de la Roca

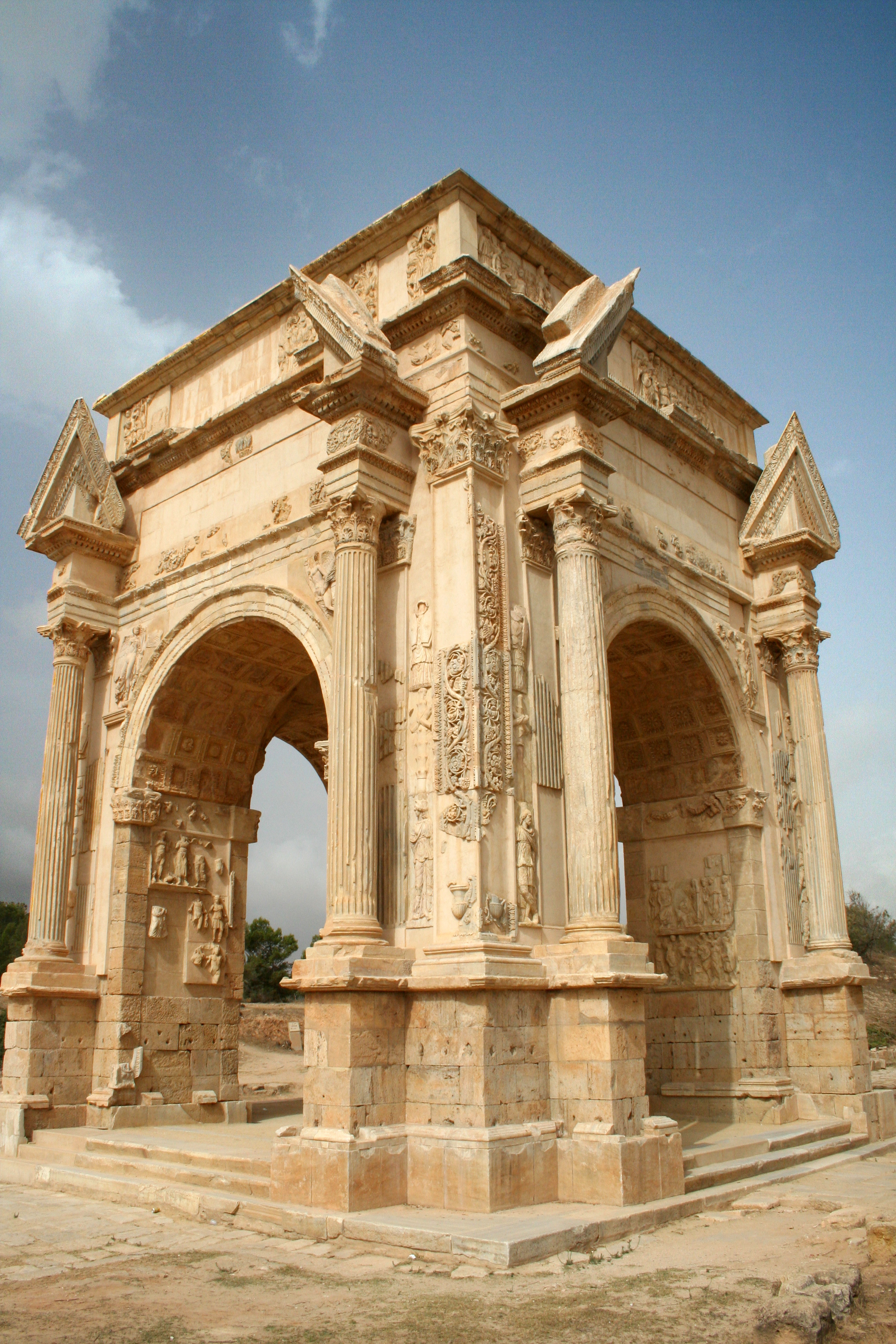
Arc de triomf de Leptis Magna

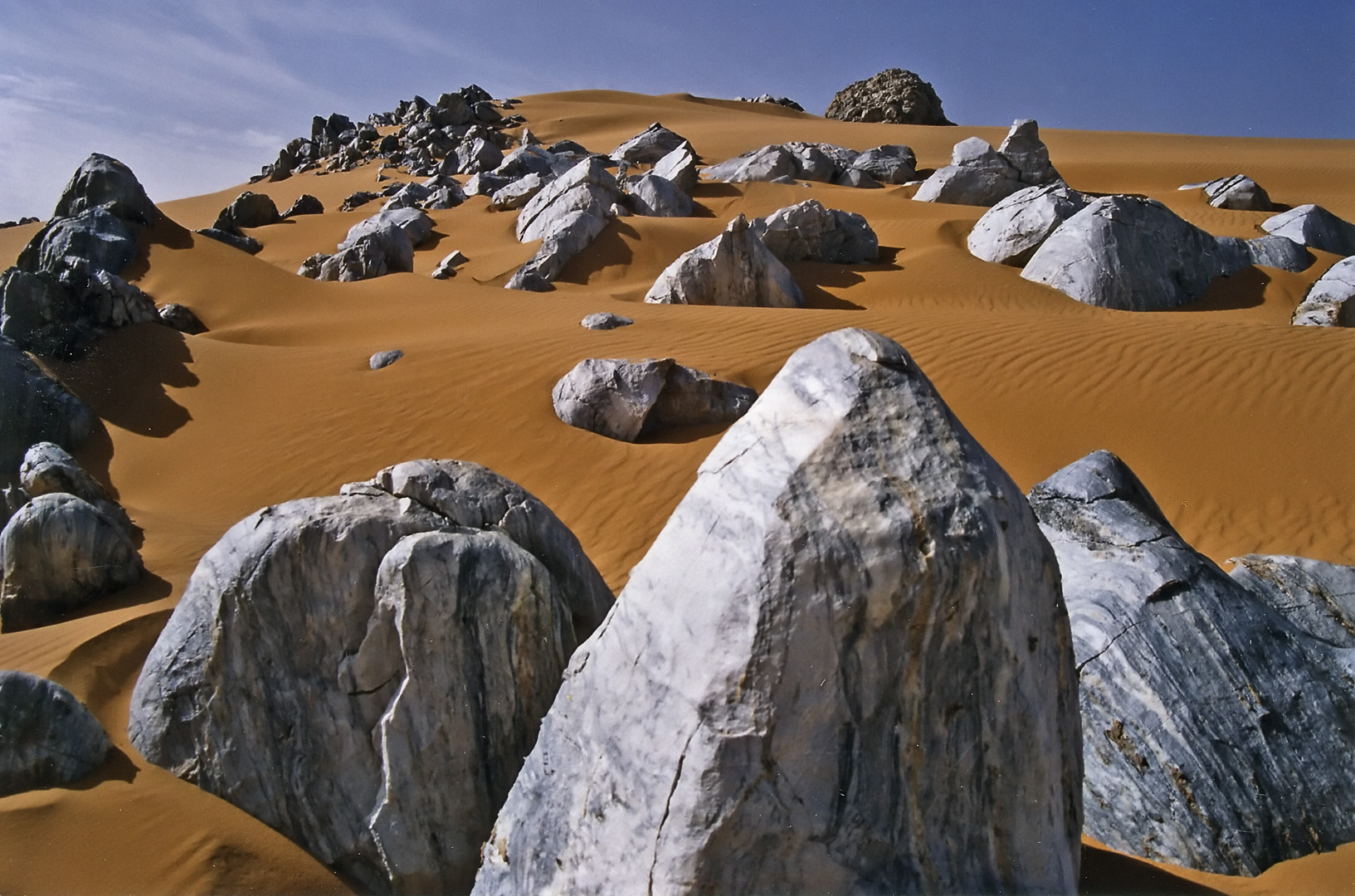
Formacions rocoses de l'Aïr conegudes com les Muntanyes Blaves

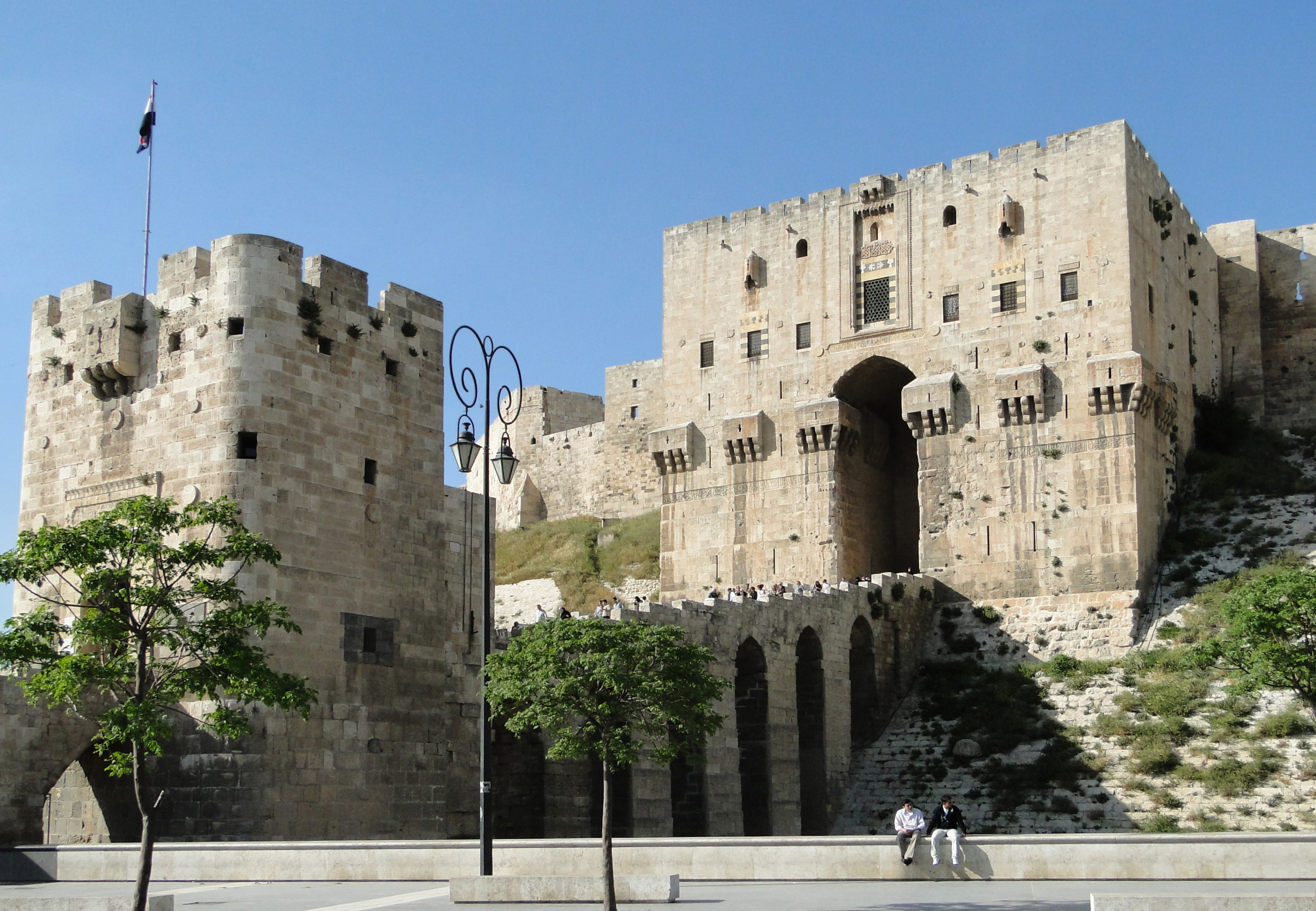
La ciutadella d'Alep

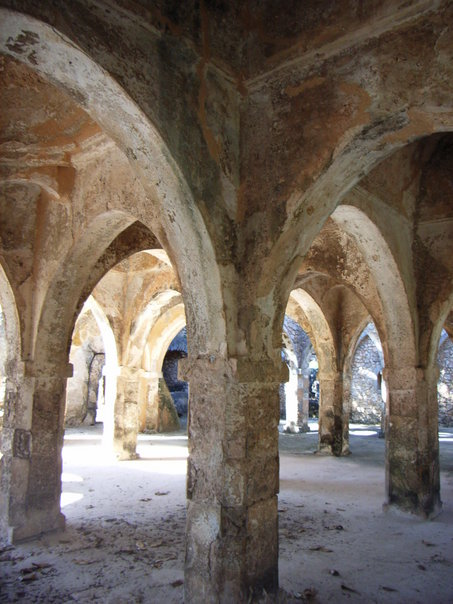
Ruïnes de la gran mesquita de Kilwa Kisiwani

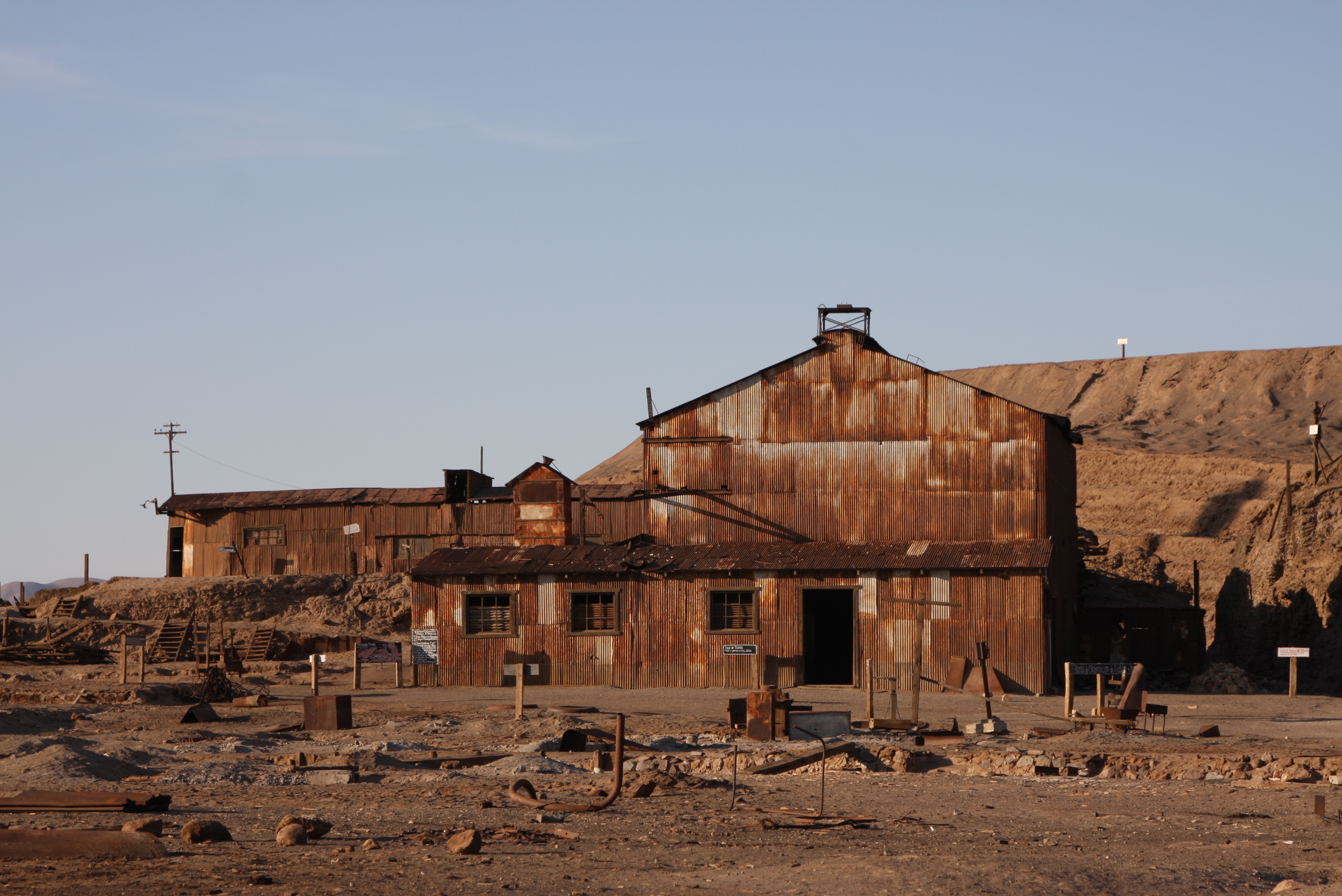
Mines de nitre de Humberstone

### Afganistan
- 2002: El minaret i els vestigis arqueològics de Jam.
- 2003: El paisatge cultural i els vestigis arqueològics de la vall de Bamian, incloent-hi els Budes de Bamian.[1]

### Belize
- 2009: El sistema de reserves de la barrera d'esculls de Belize.

### Costa d'Ivori
- 1992: La Reserva Natural integral del Mont Nimba (compartit amb Guinea).
- 2003: El Parc Nacional del Comoé.

### Egipte
- 2001: Abu Mena.

### Estats Federats de Micronèsia
- 2016: Nan Madol, centre cerimonial de la Micronèsia oriental, a l'illa de Pohnpei.

### Estats Units d'Amèrica
- 2010: El parc nacional dels Everglades, a Florida.

### Etiòpia
- 1996: El parc nacional del Simien.

### Geòrgia
- 2010: La catedral de Bagrati, a Kutaissi, i el monestir de Guelati.

### Guinea
- 1992: Reserva natural integral del Mont Nimba (compartit amb la Costa d'Ivori).

### Iemen
- 2000: La ciutat històrica de Zabid.
- 2015: L'antiga ciutat emmurallada de Xibam.
- 2015: La ciutat vella de Sanà.

### Illes Salomó
- 2013: Rennell Oriental, a l'atol de Rennell.

### Indonèsia
- 2011: El patrimoni dels boscos tropicals de Sumatra, que inclou els parcs nacionals de Bukit Barisan Selatan, Gunung Leuser i Kerinci Seblat.

### Iraq
- 2003: El jaciment arqueològic d'Assur, o Qal'at Cherqat.
- 2007: La ciutat arqueològica de Samarra.
- 2015: Hatra.

### Jerusalem
- 1982: La ciutat antiga de Jerusalem i les muralles.[2]

### Kosovo
- 2006: Els monuments medievals de Kosovo, que inclouen el monestir de Visoki Dečani, el patriarcat de Peć, el monestir de Gračanica i l'església de la Mare de Déu de Ljeviš.

### Líbia
- 2016: El jaciment arqueològic de Cirene.
- 2016: El jaciment arqueològic de Leptis Magna.
- 2016: El jaciment arqueològic de Sabrata.
- 2016: Els jaciments d'art rupestre de Tadrart Acacus.
- 2016: La ciutat vella de Gadames.

### Madagascar
- 2010: La selva pluvial de l'Atsinanana.

### Mali
- 2012: La tomba dels Askia, a Gao.
- 2016: Les ciutats antigues de Djenné.

### Níger
- 1992: Les reserves naturals de l'Aïr i del Ténéré.

### Palestina
- 2012: La basílica de la Nativitat de Betlem.
- 2014: Paisatge cultural del sud de Jerusalem, Battir.

### Panamà
- 2012: Les fortificacions de la costa caribenya del Panamà: Portobelo i San Lorenzo.

### Perú
- 1986: La zona arqueològica de Chan Chan.

### Regne Unit
- 2012: Ciutat Marítima Mercantil de Liverpool.

### República Centreafricana
- 1997: El parc nacional del Manovo-Gounda Saint-Floris.

### República Democràtica del Congo
- 1994: El parc nacional dels Virunga.
- 1996: El parc nacional del Garamba.
- 1997: El parc nacional de Kahuzi-Biega.
- 1997: La reserva de fauna dels Ocapis, al bosc d'Ituri.
- 1999: El parc nacional del Salonga.

### Senegal
- 2007: El Parc Nacional del Niokolo-Koba.

### Síria
- 2013: Krak dels Cavallers i Qal'at Salah el-Din, la fortalesa de Saladí.
- 2013: La ciutat antiga d'Alep.
- 2013: La ciutat antiga de Damasc.
- 2013: La ciutat antiga de Bosrà.
- 2013: Les antigues ciutats del nord de Síria.
- 2013: Les ruïnes de Palmira.

### Tanzània
- 2004: Les ruïnes de Kilwa Kisiwani i Songo Mnara.

### Uganda
- 2010: Les tombes dels reis de Buganda a Kasubi.

### Uzbekistan
- 2016: El centre històric de Xahrisabz.

### Veneçuela
- 2005: Coro i el seu port.

### Xile
- 2005: Les mines de nitre de Humberstone i Santa Laura, al desert d'Atacama.

## Béns que ja no són a la llista
Béns que prèviament havien estat inclosos dins la llista, però que en foren trets quan es considerà que ja no corrien perill per les millores que s'hi havien fet. Al començament de cada un dels béns s'indica l'any en què foren inclosos dins la llista del Patrimoni de la Humanitat en perill i l'any en què van deixar de formar-ne part.
| - 1979-2003: Kotor (Montenegro). - 1984-1988 i 2000-2006: El parc nacional dels ocells del Djoudj (Senegal). - 1984-1989: La zona de conservació de Ngorongoro (Tanzània). - 1985-2007: Els palaus reials d'Abomey (Benín). - 1988-2004: El fort de Bahla (Oman). - 1989-1998: Les mines de sal de Wieliczka (Polònia). - 1990-2005: Timbuctu (Mali). - 1991-1998: Dubrovnik (Croàcia). - 1992-1997: El parc nacional dels llacs de Plitvice (Croàcia). - 1992-2003: La reserva natural de Srebârna (Bulgària). - 1992-2004: Angkor (Cambodja). - 1992-2005: El parc nacional del Sangay (Equador). - 1992-2011: La reserva de fauna salvatge de Manas, a Assam (Índia). - 1995-2003: El parc nacional de Yellowstone (Estats Units d'Amèrica). - 1996-2006: El parc nacional de l'Ichkeul (Tunísia). - 1996-2007: La reserva de la biosfera de Río Plátano (Hondures). | - 1997-2005: Butrot (Albània). - 1999-2001: El parc nacional de l'Iguaçú (Brasil). - 1999-2004: Les muntanyes Rwenzori (Uganda). - 1999-2006: Hampi (Índia). - 2000-2012: El fort i els jardins de Shalimar, a Lahore (Pakistan). - 2001-2012: Les terrasses arrosseres de Banaue, a la Cordillera Central de Luzon (Filipines). - 2002-2006: Tipasa (Algèria). - 2003-2007: La vall de Katmandú (Nepal). - 2004-2006: La catedral de Colònia (Alemanya). - 2004-2013: Bam i el seu paisatge cultural (Iran). - 2003-2009: La ciutat fortificada de Bakú, amb el palau dels Xirvanxàs i la torre de la Donzella (Azerbaidjan). - 2006-2009: La vall de l'Elba a Dresden (Alemanya). - 2007-2010: Les illes Galápagos (Equador). - 2009-2015: El parc nacional de Los Katíos (Colòmbia). - 2009-2016: Els monuments històrics de Mtskheta (Geòrgia). |